# Prachtalgenfresser

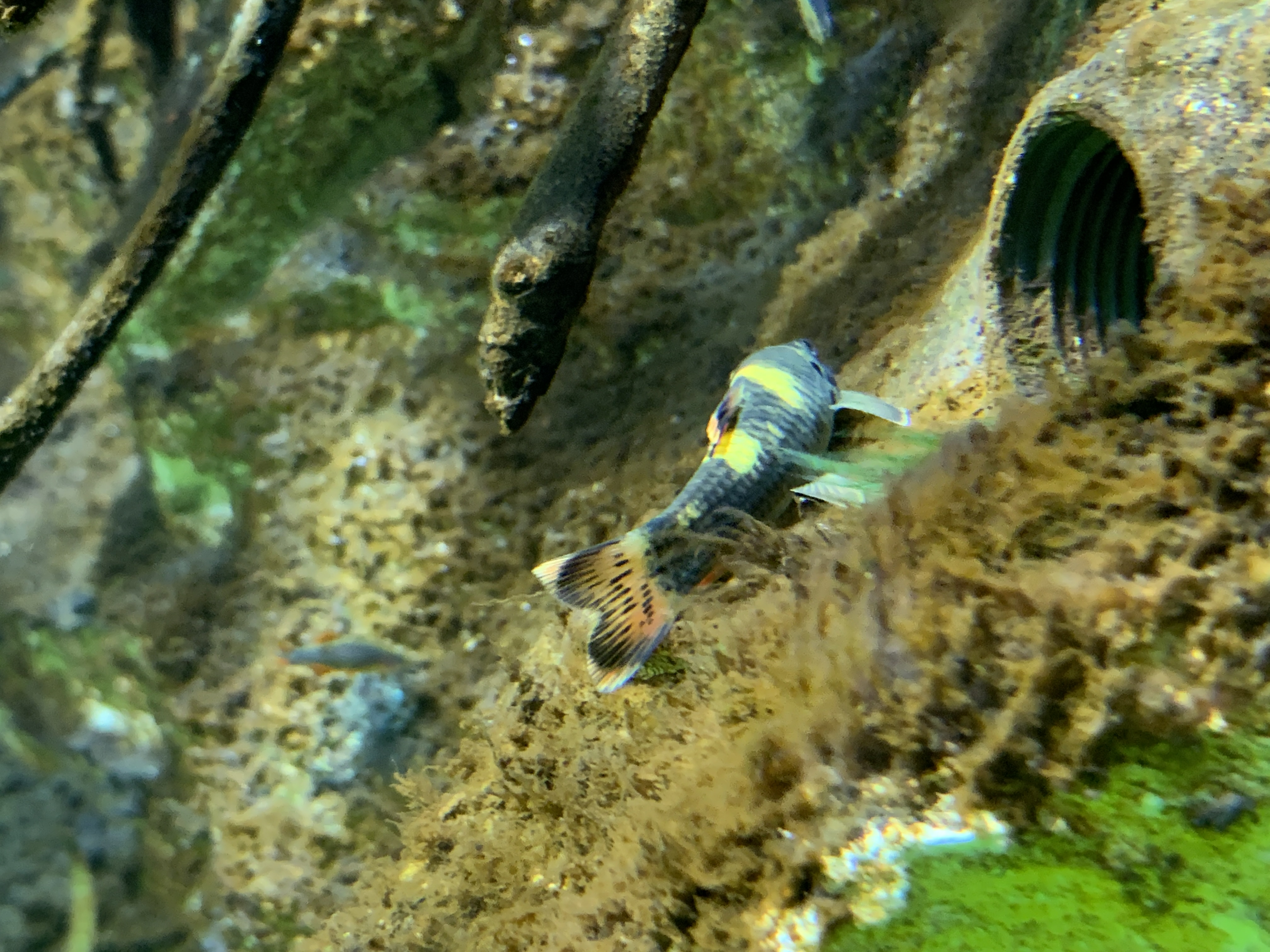
Prachtalgenfresser in einem großen Schauaquarium im Palais de la Porte Dorée in Paris

Der Prachtalgenfresser oder auch Panda-Saugbarbe (Garra flavatra) genannt, ist ein südostasiatischer Süßwasserfisch aus der Familie der Karpfenfische (Cyprinidae). Als Zierfisch wird er in der Aquarienhaltung gerne als Algenfresser eingesetzt.

## Beschreibung
Die Fische werden etwa acht bis zehn Zentimeter lang. Jungfische sind noch hell gefärbt und zeigen dunkle Längsstreifen, die Rückenflosse einen dunklen Saum mit weißer Spitze. Die Schwanzflosse hat eine ähnliche Zeichnung. Adulte Exemplare sind dunkler und weisen weniger weiße Abzeichen auf. Die Flossen werden mit zunehmenden Wachstum leuchtend rot. Unter Stress verblasst diese Färbung. Am unterständigen Maul tragen Prachtalgenfresser die für Barbenartige typischen Barteln.
Männliche Tiere haben einen schlankeren Habitus und beulenartige Auswüchse (Tuberkel) am Kopf. Ihre Flossenformel lautet D 0/10, A 0/7.

## Vorkommen
Diese Barbenart stammt aus Südostasien und findet sich vor allem in Myanmar. Er ist endemisch im westlichen Teil des Landes in den Flüssen Chaung Kananmae, Baw Di Chaung und Kamyit Chaung. In ihrem Verbreitungsgebiet lebt sie in flachen und sauerstoffreichen Klarwasserbächen und -flüssen der Arakan Mountains (Rakhine Yoma) mit langsamer oder mittlerer Fließgeschwindigkeit über Fels- oder Kiesgrund, Sand oder Geröll. Das natürliche Habitat weist relativ wenig Wasserpflanzen auf. Prachtalgenfresser sind limnivor, die in ihrer natürlichen Umgebung Algen auf Steinen abweiden.
Ihr Status gilt aufgrund von Dammbauprojekten und intensivierter Landwirtschaft als vulnerabel.

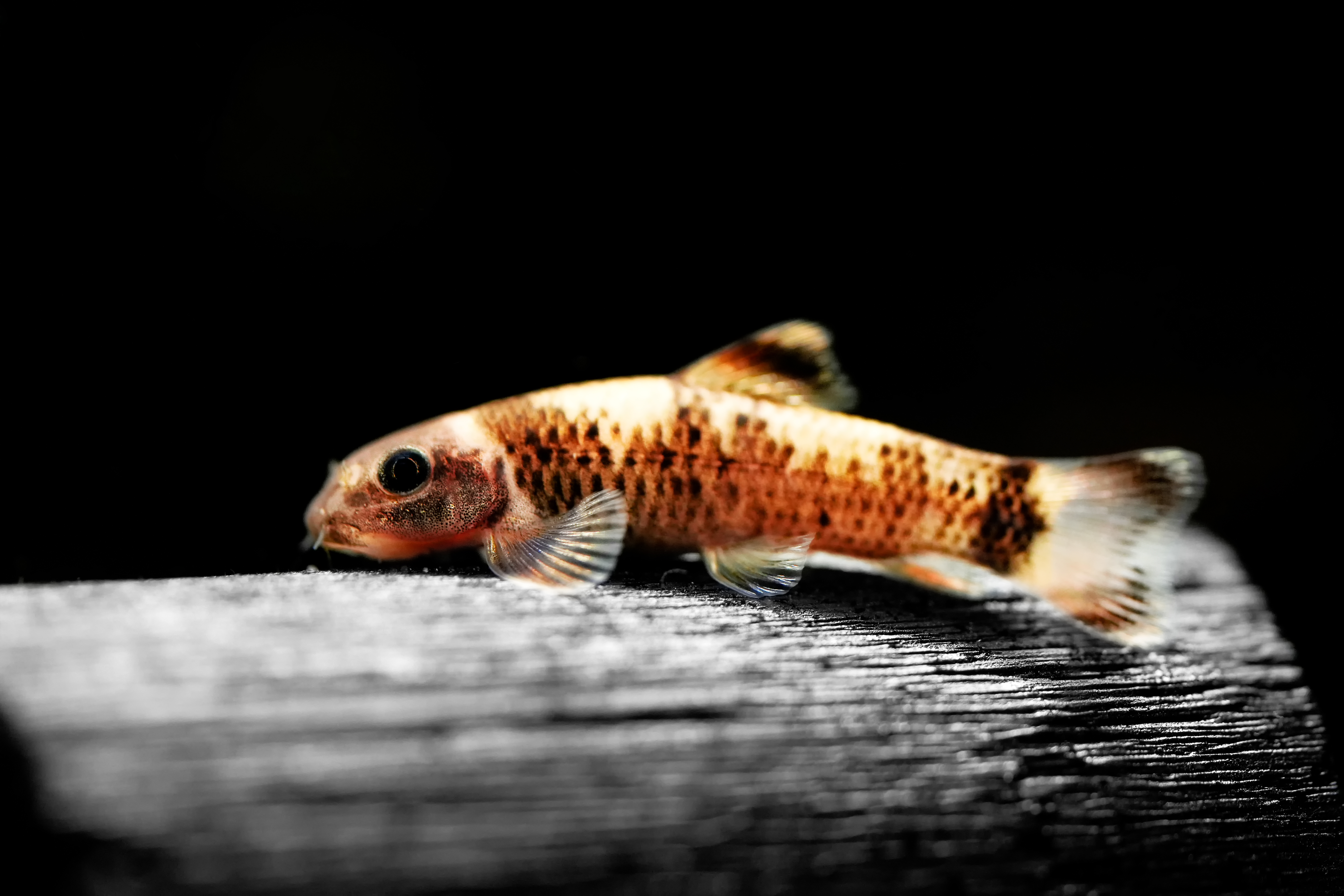
Prachtalgenfresser (Panda Garra, Garra flavatra) by Marcin Adrian

## Aquarienhaltung
Seit 2005 wurde der Prachtalgenfresser über thailändische Zierfischhändler zunächst in Japan und dann auch in Europa und den USA in der Aquaristik zunehmend beliebter.
In Aquarien werden Prachtalgenfresser meist in größeren 200-Liter-Becken mit circa 100 Zentimeter Kantenlänge bei Wassertemperaturen zwischen 20 und 25 °C, maximal 27 °C gehalten. Die Fische benötigen aufgrund ihres Sozialverhaltens mittlere Gruppen von vier bis acht Exemplaren.
Die tagaktiven Prachtalgenfresser gelten als friedlich, nur zwischen Männchen kann es zu hartnäckigen Rang- und Territorialkämpfen kommen. Die Aggression kann auch gegen Fische mit einer ähnlichen Form überspringen.
Sie sitzen häufig auf Wasserpflanzen, Wurzeln oder weiden die Glasscheiben nach Algenbelägen (Pinsel- und Fadenalgen) ab.
Garra flavatra frisst nicht nur Algen, sondern auch tierische Nahrung wie Daphnien, Cyclops und Rote Mückenlarven.
Aufgrund ihres Fressverhaltens sollten robusten Farne, Anubias und Vallisnerien gegenüber weichblättrigen Wasserpflanzen den Vorzug gegeben werden. Um die Verletzungsgefahr der Fische zu minimieren, sollten die Steine am Beckengrund eine runde Form besitzen. In der Natur findet man sie in relativ weichem Wasser; in Aquarien tolerieren sie aber auch mittelhartes Wasser (GH 6 bis 20).
Aufgrund seines Sauerstoffbedarfs sollte eine Strömungspumpe angebracht werden und häufiger Wasserwechsel stattfinden.
In der Natur laichen Prachtalgenfresser im Frühsommer in den Monaten Mai bis Juli ab. Um die Freilaicher in Gefangenschaft in Laichstimmung zu versetzen, wird sehr weiches Wasser hinzugesetzt. Die Eiablage findet meistens in den frühen Morgenstunden statt. Grobe Kiesel, in deren Zwischenräume die Eier fallen können und somit nicht von den adulten Tieren gefressen werden.

## Anmerkung und Einzelnachweise
1. ↑  Sven O. Kullander und Fang Fang: Seven new species of Garra (Cyprinidae: Cyprininae) from the Rakhine Yoma, southern Myanmar in Ichthyol. Explor. Freshwaters, Vol. 15, No. 3, S. 257-278, September 2004
2. ↑  Aufwuchsfresser
3. ↑  Endangered and vulnerable Freshwater Fish Species in Myanmar
4. ↑  teilweise werden auch 18 °C genannt
5. ↑  Fischlexikon: Prachtalgenfresser (Garra flavatra)
6. ↑  legen die Eier nicht in ein Substrat ab